# Марецки, Оскар
Оскар Марецки (нем. Oskar Maretzky) — государственный и политический деятель нацистской Германии. С 19 декабря 1935 года по 31 марта 1937 года занимал должность обер-бургомистра Берлина.

## Биография
Родился 2 июня 1881 года в городе Вроцлав, Германская империя. В 1900 году поступил на юридический факультет в университете в Бреслау. В 1908 году сдал экзамен на адвоката, а в 1909 году поступил на государственную службу в администрацию Берлина. В годы существования Веймарской республики Марецки присоединился к Немецкой народной партии, которую покинул в июне 1924 года. В феврале 1925 года вступил в ряды Немецкой национальной народной партии, членом которой был до 1933 года. В период нацистской Германии симпатизировал НСДАП, но никогда не являлся членом этой партии.
19 декабря 1935 года Генрих Зам ушёл в отставку с должности обер-бургомистра Берлина и Оскар Марецки был назначен на эту должность. 31 марта 1937 года его сменил на этом посту Юлиус Липперт. Во время Второй мировой войны работал в фирме Knorr-Bremse в Берлине. Его дальнейшая биография неизвестна, по некоторым данным погиб в феврале 1945 года в Туплице.